# The Immaculate Collection
The Immaculate Collection è la prima raccolta della cantautrice statunitense Madonna, pubblicata nel 1990.

## Descrizione
The Immaculate Collection è il primo greatest hits di Madonna contenente 15 canzoni, tra le più rappresentative, con in più due inediti Justify My Love, scritta con Lenny Kravitz, e Rescue Me.
L'album è il primo della storia ad utilizzare la tecnologia Q-Sound. Proprio per questo la raccolta - non contando ovviamente le due nuove canzoni - ha subito un mixaggio complessivo dei vecchi successi, ad opera di Shep Pettibone, il quale ha remixato tutte le canzoni, tra cui anche Vogue, prodotta da lui stesso con Madonna.
Il titolo del disco (L'Immacolata Collezione), che come ha spiegato in un’intervista Jeri Heiden - allora Art Director della Warner bros. - originariamente avrebbe dovuto chiamarsi “Ultra Madonna”, è un provocatorio riferimento al dogma cattolico dell'Immacolata Concezione; l'album è stato dedicato al fratello Christopher Ciccone, soprannominato The Pope (Il Papa), definito da Madonna la sua divina ispirazione.
Il successo di The Immaculate Collection è stato clamoroso e l’album ha raggiunto la numero uno nel Regno Unito, in Australia, Canada, Irlanda e Messico.
Con oltre 30 milioni di copie vendute, è l'album più venduto di Madonna, il greatest hits più venduto nel mondo da un'artista solista, attualmente è all'11º posto nella classifica degli album più venduti di sempre in Gran Bretagna. Occupa il 278º posto all'interno della lista dei 500 migliori album secondo Rolling Stone stilata 2003.

## Accoglienza
| Recensione           | Giudizio |
| -------------------- | -------- |
| AllMusic             | [ 22 ]   |
| Robert Christgau     | A+       |
| Entertainment Weekly | A        |
| Rolling Stone        | [ 25 ]   |
| Sputnikmusic         | [ 26 ]   |

La raccolta ottenne recensioni molto positive da parte della critica musicale. Stephen Thomas Erlewine di AllMusic scrisse: "In superficie, questo album sembra essere una retrospettiva completa dei fasti degli anni Ottanta di Madonna", ma espresse dei dubbi riguardo alla rimasterizzazione in Q-Sound, che comporta alcuni piccoli cambiamenti come la durata ridotta di quasi tutti brani: "Se da un lato ci sono tutti i successi, dall'altro non sono presenti nella versione giusta". Concluse scrivendo che "finché i singoli nelle loro versioni originali non compariranno in un altro album, The Immaculate Collection rimane la cosa più simile a una fedele e completa retrospettiva". Robert Christgau lo definì "il miglior album della vita mortale [di Madonna]".
Jim Farber di Entertainment Weekly scrisse che il disco è "più di un mero greatest-hits, si tratta senz'altro della più elettrizzante raccolta di singoli degli anni Ottanta". Ross Bennett di Mojo etichettò l'album come "veramente il migliore dei best of", aggiungendo: "Questo disco va messo sullo scaffale accanto ad Abba Gold; un'altra raccolta di singoli profondamente radicati nell'immaginario collettivo.

## La raccolta di videoclip
Insieme al disco fu pubblicata anche una raccolta di videoclip, che porta lo stesso nome del disco.

## Tracce

### Edizione fisica
1. Holiday – 4:06 (Curtis Hudson, Lisa Stevens)
2. Lucky Star – 3:37 (Madonna)
3. Borderline – 4:00 (Reggie Lucas)
4. Like a Virgin – 3:12 (Tom Kelly, Billy Steinberg)
5. Material Girl – 3:53 (Peter Brown, Robert Rans)
6. Crazy for You – 3:45 (John Bettis, Jon Lind)
7. Into the Groove – 4:10 (Steve Bray, Madonna)
8. Live to Tell – 5:19 (Madonna, Patrick Leonard)
9. Papa Don't Preach – 4:11 (Brian Elliott, Madonna)
10. Open Your Heart – 3:51 (Madonna, Gardner Cole, Peter Rafelson)
11. La Isla Bonita – 3:48 (Madonna, Patrick Leonard, Bruce Gaitsch)
12. Like a Prayer – 5:52 (Madonna, Patrick Leonard)
13. Express Yourself – 4:04 (Stephen Bray, Madonna)
14. Cherish – 3:52 (Madonna, Patrick Leonard)
15. Vogue – 5:19 (Madonna, Shep Pettibone)
16. Justify My Love – 5:01 (Lenny Kravitz, Ingrid Chavez, Madonna)
17. Rescue Me – 5:32 (Madonna, Shep Pettibone)

Durata totale: 73:32

### Edizione digitale[31]
1. Holiday – 4:06
2. Lucky Star ("New" Mix) – 7:15
3. Borderline (Album Version) – 5:17
4. Like a Virgin – 3:12
5. Material Girl – 3:53
6. Crazy for You – 3:45
7. Into the Groove – 4:10
8. Live to Tell – 5:19
9. Papa Don't Preach – 4:11
10. Open Your Heart – 3:51
11. La Isla Bonita – 3:48
12. Like a Prayer (12" Extended Remix) – 7:27
13. Express Yourself – 4:04
14. Cherish – 3:52
15. Vogue – 5:19
16. Justify My Love – 5:01
17. Rescue Me – 5:32

Durata totale: 80:02

## Brani scartati
Originariamente la compilation doveva includere 3 inediti: oltre Justify My Love e Rescue Me fu composta anche Get Over (Steve Bray, Madonna), che venne poi ceduta a Nick Scotti e pubblicato nel suo album di debutto Wake Up Everybody.

## Classifiche

### Classifiche settimanali
| Classifica (1990-2019) | Posizione massima |
| ---------------------- | ----------------- |
| Argentina              | 1                 |
| Australia              | 1                 |
| Austria                | 6                 |
| Belgio (Fiandre)       | 33                |
| Canada                 | 1                 |
| Danimarca              | 10                |
| Finlandia              | 1                 |
| Francia                | 4                 |
| Germania               | 10                |
| Giappone               | 5                 |
| Grecia                 | 5                 |
| Irlanda                | 1                 |
| Islanda                | 6                 |
| Italia                 | 10                |
| Norvegia               | 14                |
| Nuova Zelanda          | 3                 |
| Paesi Bassi            | 10                |
| Portogallo             | 6                 |
| Regno Unito            | 1                 |
| Spagna                 | 5                 |
| Stati Uniti            | 2                 |
| Sudafrica              | 23                |
| Svezia                 | 8                 |
| Svizzera               | 3                 |
| Ungheria               | 6                 |
| Belgio (Vallonia)      | 156               |
| Messico                | 65                |
| Scozia                 | 7                 |

| Classifica (2000–25) | Posizione massima |
| -------------------- | ----------------- |
| Belgio (Fiandre)     | 33                |
| Canada               | 93                |
| Irlanda              | 2                 |
| Italia               | 52                |

### Classifiche di fine anno
| Classifica (1990) | Posizione |
| ----------------- | --------- |
| Australia         | 5         |
| Canada            | 40        |
| Italia            | 48        |
| Paesi Bassi       | 51        |
| Regno Unito       | 1         |
| Classifica (1991) | Posizione |
| Australia         | 8         |
| Canada            | 9         |
| Paesi Bassi       | 21        |
| Europa            | 9         |
| Germania          | 48        |
| Giappone          | 48        |
| Nuova Zelanda     | 30        |
| Svizzera          | 30        |
| Regno Unito       | 8         |
| Stati Uniti       | 8         |
| Classifica (1992) | Posizione |
| Australia         | 39        |
| Regno Unito       | 68        |
| Stati Uniti       | 88        |
| Classifica (1993) | Posizione |
| Australia         | 20        |
| Classifica (2000) | Posizione |
| Belgio (Fiandre)  | 97        |
| Paesi Bassi       | 95        |
| Regno Unito       | 82        |
| Classifica (2001) | Posizione |
| Regno Unito       | 90        |

### Classifiche di fine decennio
| Classifica (1990–99) | Posizione |
| -------------------- | --------- |
| Regno Unito          | 7         |

## The Holiday Collection
Non essendoci spazio per ogni singolo, alcune canzoni sono rimaste fuori (Angel, Gambler, Dress You Up, True Blue, Who's That Girl, Causing a Commotion, The Look of Love, Dear Jessie, Oh Father, Keep It Together e Hanky Panky). Per questo motivo più tardi per il mercato inglese è stato pubblicato l'EP The Holiday Collection, una sorta di "appendice" alla compilation, contenente tre brani esclusi da questa: True Blue, Who's That Girl e Causing a Commotion.